# Můj nejhorší školní rok
Můj nejhorší školní rok je kniha od amerického spisovatele Jamese Pattersona zaměřena zejména na mládež. Kniha byla napsána a do češtiny přeložena roku 2011. Hlavním hrdinou je Rafe Katchdorian, který má devítiletou a otravnou sestru Georgii mámu Jules ,která pracuje v restauraci a líného nevlastního otce, kterému říkají Medvěd. 1. den školy si sedne vedle šikanátora Millera Mlátičky a zažívá perné chvíle.Propadá skoro z každého předmětu a proto začne porušovat školní řád. Má také imaginárního kamaráda Mlčenlivého Lea. Zalíbí se mu spolužačka proto začne machrovat. Nakonec se objeví jeho výtvarné nadání a on přestoupí na výtvarnou školu.